# Nahirne (obwód doniecki)
Nahirne (ukr. Нагірне) – osiedle na Ukrainie, w obwodzie donieckim, w rejonie bachmuckim. W 2001 liczyło 14 mieszkańców.